# Station Pobiedziska
Station Pobiedziska is een spoorwegstation in de Poolse plaats Pobiedziska.